# Studien zur Alten Geschichte
Studien zur Alten Geschichte ist eine wissenschaftliche Buchreihe, in der Monographien und Sammelbände aus dem Bereich der Alten Geschichte, aber auch der klassischen Altertumswissenschaften (der griechisch-römischen Antike) publiziert werden. Die Reihe wurde von Ernst Baltrusch, Peter Funke, Tanja Itgenshorst, Stefan Rebenich und Uwe Walter begründet und versteht sich als „Forum für weiterführende Forschungen und innovative wissenschaftliche Themenstellungen“. Bei ihrer Gründung erschien die Reihe im Verlag Antike, seit dessen Verkauf an Vandenhoeck & Ruprecht als Imprint ebendort. Seit der Gründung im Jahre 2004 erschienen insgesamt 35 Bände in der Reihe.

## Bandverzeichnis
| Band | Autor/Herausgeber                                          | Titel | Jahr | ISBN                   |
| ---- | ---------------------------------------------------------- | --- | ---- | ---------------------- |
| 1    | Uwe Walter                                                 | Memoria und res publica. Zur Geschichtskultur im republikanischen Rom                                                                                         | 2004 | ISBN 978-3-938032-00-8 |
| 2    | Andreas Luther                                             | Könige und Ephoren. Untersuchungen zur spartanischen Verfassungsgeschichte                                                                                    | 2004 | ISBN 978-3-938032-01-5 |
| 3    | Karen Piepenbrink                                          | Christliche Identität und Assimilation in der Spätantike. Probleme des Christseins in der Reflexion der Zeitgenossen                                          | 2005 | ISBN 978-3-938032-06-0 |
| 4    | Martin Jehne (Hg.), Rene Pfeilschifter (Hg.)               | Herrschaft ohne Integration? Rom und Italien in republikanischer Zeit                                                                                         | 2006 | ISBN 978-3-938032-11-4 |
| 5    | Julia Wilker                                               | Für Rom und Jerusalem. Die herodianische Dynastie im 1. Jahrhundert n. Chr.                                                                                   | 2007 | ISBN 978-3-938032-12-1 |
| 6    | Monika Schuol                                              | Augustus und die Juden. Rechtsstellung und Interessenpolitik der kleinasiatischen Diaspora                                                                    | 2007 | ISBN 978-3-938032-16-9 |
| 7    | Tankred Howe                                               | Vandalen, Barbaren und Ariane bei Victor von Vita | 2007 | ISBN 978-3-938032-17-6 |
| 8    | Jan Martin Timmer                                          | Altersgrenzen politischer Partizipation in antiken Gesellschaften                                                                                             | 2008 | ISBN 978-3-938032-19-0 |
| 9    | Christian Wendt                                            | Sine fine. Die Entwicklung der römischen Außenpolitik von der späten Republik bis in den frühen Prinzipat                                                     | 2008 | ISBN 978-3-938032-24-4 |
| 10   | Markus Handy                                               | Die Severer und das Heer | 2009 | ISBN 978-3-938032-24-4 |
| 11   | Andreas Hartmann                                           | Zwischen Relikt und Reliquie. Objektbezogene Erinnerungspraktiken in antiken Gesellschaften                                                                   | 2010 | ISBN 978-3-938032-35-0 |
| 12   | Hans Beck (Hg.), Hans-Ulrich Wiemer (Hg.)                  | Feiern und Erinnern. Geschichtsbilder im Spiegel antiker Feste                                                                                                | 2010 | ISBN 978-3-938032-34-3 |
| 13   | Peter Scholz                                               | Den Vätern folgen. Sozialisation und Erziehung der republikanischen Senatsaristokratie                                                                        | 2011 | ISBN 978-3-938032-42-8 |
| 14   | Christian Mann                                             | „Um keinen Kranz, um das Leben kämpfen wir!“ Gladiatoren im Osten des Römischen Reiches und die Frage der Romanisierung                                       | 2011 | ISBN 978-3-938032-45-9 |
| 15   | Dorothea Rohde                                             | Zwischen Individuum und Stadtgemeinde. Die Integration von collegia in Hafenstädten                                                                           | 2012 | ISBN 978-3-938032-44-2 |
| 16   | Julia Wilker (Hg.)                                         | Maintaining Peace and Interstate Stability in Archaic and Classical Greece                                                                                    | 2012 | ISBN 978-3-938032-51-0 |
| 17   | Martin Jehne (Hg.), Bernhard Linke (Hg.), Jörg Rüpke (Hg.) | Religiöse Vielfalt und soziale Integration. Die Bedeutung der Religion für die kulturelle Identität und die politische Stabilität im republikanischen Italien | 2013 | ISBN 978-3-938032-58-9 |
| 18   | Peter Scholz (Hg.), Uwe Walter (Hg.)                       | Fragmente Römischer Memoiren | 2013 | ISBN 978-3-938032-59-6 |
| 19   | Christian Rollinger                                        | Amicitia sanctissime colenda. Freundschaft und soziale Netzwerke in der Späten Republik                                                                       | 2014 | ISBN 978-3-938032-71-8 |
| 20   | Uwe Walter (Hg.)                                           | Gesetzgebung und politische Kultur in der römischen Republik                                                                                                  | 2014 | ISBN 978-3-938032-74-9 |
| 21   | Kai Trampedach                                             | Politische Mantik. Die Kommunikation über Götterzeichen und Orakel im klassischen Griechenland                                                                | 2015 | ISBN 978-3-938032-78-7 |
| 22   | André Walther                                              | M. Fulvius Nobilior. Politik und Kultur in der Zeit der Mittleren Republik                                                                                    | 2016 | ISBN 978-3-938032-88-6 |
| 23   | Daniel Albrecht                                            | Hegemoniale Männlichkeit bei Titus Livius | 2016 | ISBN 978-3-938032-83-1 |
| 24   | Sven Page                                                  | Der ideale Aristokrat. Plinius der Jüngere und das Sozialprofil der Senatoren in der Kaiserzeit                                                               | 2016 | ISBN 978-3-938032-95-4 |
| 25   | Sebastian Modrow                                           | Vom punischen zum römischen Karthago. Konfliktreflexionen und die Konstruktion römischer Identität                                                            | 2017 | ISBN 978-3-938032-96-1 |
| 26   | Leonhard Schumacher                                        | Historischer Realismus. Kleine Schriften zur Alten Geschichte. Herausgegeben von Frank Bernstein                                                              | 2018 | ISBN 978-3-946317-24-1 |
| 27   | Peter Zeller                                               | Basileis und Goden. Gesellschaftliche Ordnung im früharchaischen Griechenland und der isländischen Freistaatzeit                                              | 2019 | ISBN 978-3-946317-56-2 |
| 28   | Marianne Elster                                            | Die Gesetze der späten römischen Republik. Von den Gracchen bis Sulla (133-80 v. Chr.)                                                                        | 2020 | ISBN 978-3-946317-62-3 |
| 29   | Raimund Schulz                                             | Als Odysseus staunte. Die griechische Sicht des Fremden und das ethnographische Vergleichen von Homer bis Herodot                                             | 2020 | ISBN 978-3-946317-68-5 |
| 30   | Daniel Emmelius                                            | Das Pomerium. Geschriebene Grenze des antiken Rom | 2021 | ISBN 978-3-949189-06-7 |
| 31   | Julia Hoffmann-Salz                                        | Im Land der räuberischen Nomaden? Die Eigenherrschaften der Ituraier und Emesener zwischen Seleukideä und Römern                                              | 2022 | ISBN 978-3-949189-15-9 |
| 32   | Susanne Froehlich                                          | Stadttor und Stadteingang. Zur Alltags- und Kulturgeschichte der Stadt in der römischen Kaiserzeit                                                            | 2022 | ISBN 978-3-949189-18-0 |
| 33   | Jens Fischer                                               | Folia ventis turbata. Sibyllinische Orakel und der Gott Apollon zwischen später Republik und augustepischem Principat                                         | 2022 | ISBN 978-3-949189-24-1 |
| 34   | Dominik Delp                                               | Zwischen Ansässigkeit und Mobilität. Die sogenannte Große Kolonisation der Griechen aus emigrationstheoretischer Perspektive                                  | 2022 | ISBN 978-3-949189-36-4 |
| 35   | Verena Fercho                                              | Die stadtrömische supplicatio in republikanischer Zeit. Formierungen eines Ritualkomplexes                                                                    | 2023 | ISBN 978-3-949189-48-7 |